# Hartery
Hartery, également orthographié Atyéri, est une localité située dans le département de Bilanga de la province de la Gnagna dans la région Est au Burkina Faso.

## Géographie
Hartery se trouve à 8 km au nord de Dipienga.

## Santé et éducation
Le centre de soins le plus proche de Hartery est le centre de santé et de promotion sociale (CSPS) de Dipienga.
Le village possède une école primaire publique.